# الانتخابات العامة الأردنية 1954

الانتخابات الأردنية 1954 هي انتخابات أُجريت يوم السادس عشر من أكتوبر عام 1954 م. وهي أول انتخابات سمح فيها للأحزاب في الأردن أن تشارك فعلياً. حازالمستقلون على الأغلبية؛ إذْ فازوا بـ 38 مقعد، بينما تقاسم المقعدين الباقيين كلٌ من حزب الأمة الأردني والحزب الليبرالي الأردني